# Eliahou Krauze
Pour les articles homonymes, voir Krauze.
 (mai 2011).
Si vous disposez d'ouvrages ou d'articles de référence ou si vous connaissez des sites web de qualité traitant du thème abordé ici, merci de compléter l'article en donnant les références utiles à sa vérifiabilité et en les liant à la section « Notes et références ».
Eliahou Krauze (אליהו קראוזה), né en Russie en 1878 et mort en 1962, est un agronome considéré comme  un pionnier du sionisme en raison de son investissement dans les écoles d'agriculture en Palestine. Il émigre en Terre d'Israël en 1892 avec la première aliyah.

## Biographie
Eliahou Krauze et son frère Ephraïm émigrent ensemble en Palestine étudier à Mikvé-Israël. Puis, grâce à une bourse accordée par le baron Edmond de Rothschild, Eliahou part poursuivre ses études à l'étranger. À la fin de celles-ci, il participe à l'ouverture d'une école d'agriculture près de Izmir en Turquie, pour le compte du Yika.
Il revient en Palestine en 1901. Avec la collaboration de Mania Shohat, il participe à la préparation de pionniers au travail de la terre et met à l'honneur le travail féminin. Une des proches de Eliahou Krauze, Sara Sturmann, témoigne du jour où ce dernier mit deux bœufs à la disposition d'une communauté de six ouvrières. Ce groupe jeunes filles labourant leurs terres à l'aide des deux bœufs en deviendra pôle d'attraction touristique. Hana Meizel, devenue par la suite monitrice agricole de futures pionnières, compte parmi ces six jeunes filles.
Krauze devient ensuite directeur de Mikvé-Israël, qu'il dirigera jusqu'à l'indépendance d'Israël.
En 1952, il reçoit un prix pour ses 50 ans de dévouement dans les domaines de l'agriculture et de l'éducation en Israël.
Eliahou Krauze meurt en 1962. Il est le père de l'archéologue Judith Marquet-Krause.